# Anomalie de Neuhauser
 Mise en garde médicale
L'anomalie de Neuhauser (Neuhauser’s ligamentum arteriosum) est une malformation congénitale de la crosse de l’aorte liée à une anomalie de développement des 4es arcs aortiques embryonnaires décrite radiologiquement par Edward B.D. Neuhauser, radiologue américain.

## Causes
Il s'agit d'une anomalie de développement des arcs aortiques lors de l'embryogenèse dans laquelle la crosse de l'aorte et l’aorte descendante sont situées à droite, alors que le ligament artériel, naissant de la branche gauche de l’artère pulmonaire, passe derrière la trachée et l’œsophage pour rejoindre la crosse aortique.
La classification anatomique est issue du schéma de Corone.

## Clinique
La clinique résulte de la compression de la trachée et de l’œsophage. Le plus souvent latente, cette anomalie peut donner des troubles respiratoires par compression trachéale entraînant alors des symptômes à type de stridor et/ou infections pulmonaires à répétition ou une dysphagie par compression œsophagienne.

## Examens complémentaires
Un transit œsogastroduodénal (TOGD) permet de mettre en évidence une image d'encoche de l’œsophage due à la compression aortique.